# 資本主義・社会主義・民主主義
『資本主義・社会主義・民主主義』(Capitalism, Socialism and Democracy)とは1942年にヨーゼフ・シュンペーターによって発表された資本主義・社会主義・民主主義研究の著作である。

## 民主主義論
18世紀の思想家の言う民主主義とは人民による人民の支配であり、ルソーはそれによって一般意志が実現されると考えた。また、功利主義者たちは、そうした人民の意志によって最大多数の最大幸福が実現されると考えた。こうした個々の人民の意志と人民全体の意志が一致するという理論を、シュンペーターは古典的民主主義学説と呼び、そこから現れるものを公益と理解した。
しかし、シュンペーターは、個々の人民や内部集団が思い描く公益がそもそも一致していないこと、人民が理性的に公益を発見する能力に懐疑的であることから、このような公益は存在しないと主張する。そして、現実の有権者は公益の発見よりも消費者としての姿勢が強く、そのために責任感や論理的判断力、思考水準を低下させる傾向があるという。
このような民主主義理論の問題を解決するために、シュンペーターは、新しい民主主義理論を提唱する。古典的民主主義では選挙民に政治的決断を帰属させ、代表の選抜は二義的であったのに対して、新しい民主主義では代表の選出に力点がある。新しい民主主義理論によれば、民主主義とは、主導権を求める候補者たちによる政治闘争であり、また議会の役割は、政府の存続を決定することである。つまり、シュンペーターの唱える民主主義は社会の種類や道徳的理想などではなく、一つの政治的方法であり、立法や行政における制度的枠組みである。そして、この民主主義が機能するためには、「政治家の高度な資質」「政治決断の有効範囲の限定」「官僚制の確立」「国民の民主的自制」の四つの条件が必要であると指摘する。
シュンペーターの民主主義論の背景には、社会主義国家の台頭と民主主義の没落が現実問題として議論された時代背景がある。当時、社会主義国家の下で行われる民主主義は人民の意志が実質的に表明されるため、資本主義下の民主主義よりも高次元な民主主義であるという議論があった。シュンペーターの民主主義論は資本主義と民主主義を切り離し政治体制の民主的性格を明確化したこと、つまり自由や平等という理念ではなく、代表を選出する選挙という制度として民主主義を定義したことである。しかし、政治エリートによる大衆の支配を制度化する「競争的民主主義」の理論は、参加民主主義や熟議民主主義の立場からよく批判される。

## 評価
トーマス・マクロウによれば、シュンペーターは『ガリヴァー旅行記』の著者ジョナサン・スウィフトの風刺のような皮肉な調子で挑発的に社会主義を擁護し、社会主義の持続力と資本主義にとってかわる可能性を立証しようと論じているように一見みえるが、条件や前提を注意深く読めば、シュンペーターの目的が資本主義の称賛で、社会主義への非難にあることは明白であるとマクロウはいう。しかし、シュンペーターの皮肉を理解できない書評も多々あった。マクロウはまた本書について、資本主義に関するアイデアが満載であり、おそらくこれまでに書かれた資本主義分析の中で最高のものと言えるだろうと評価する。
吉尾博和によれば、本書について論評の多くが「資本主義はまさにその成功により、資本主義に敵対的な社会的雰囲気と諸政策を生み、経済停滞へと衰退の道をたどる」という資本主義衰退論の解釈に終始してきたが、本書はシュンペーターの経済社会学体系の集大成であり、それ以前に書かれた『経済発展の理論』(1912)や『景気循環論』(1939)などを基礎に構想されていることに留意すべきだと指摘している。

## 書誌
- Joseph A. Schumpeter, Capitalism, Socialism and Democracy. New York: Harper & Row, 1942, 381 pp.; Third edition, 1950, 431 pp

### 日本語訳
- シュムペーター、中山伊知郎・東畑精一訳『資本主義・社会主義・民主主義』東洋経済新報社、1951年-1952年、新装版1995年
- シュンペーター、大野一訳『資本主義、社会主義、民主主義』（日経ＢＰクラシックス、2016年）